# Emmanuel Ekpo
Emmanuel Ekpo, född 20 december 1988, är en nigeriansk fotbollsspelare som senast spelade som defensiv mittfältare i norska fotbollslaget FK Haugesund i Tippeligaen.

## Spelarkarriären
Ekpo spelade som ung i det nigerianska Calabar Rovers som sedan gick vidare till två andra nigerianska fotbollsklubbar Akwa United och Enyimba International.
15 april 2008 så skrev Ekpo på ett kontrakt med Columbus Crew och hjälpte klubben till seger i MLS Cup 2008. Han har gjort hittills 4 mål på 34 grundseriematcher för Crew.

## Internationellt
Ekpo var uttagen till Nigerias U23-trupp till fotbollsturneringen i Olympiska sommarspelen 2008 och där blev det sex matcher för honom, dock bara inhopp.

## Statistik

### Major League Soccer

#### Grundserien
| Säsong | Klubb         | Liga                | Matcher | Mål |
| ------ | ------------- | ------------------- | ------- | --- |
| 2008   | Columbus Crew | Major League Soccer | 17      | 2   |
| 2009   | Columbus Crew | Major League Soccer | 28      | 2   |
| 2010   | Columbus Crew | Major League Soccer | 24      | 0   |
| 2011   | Columbus Crew | Major League Soccer | 32      | 1   |
| Totalt | Totalt        | Totalt              | 102     | 5   |

#### MLS Cup
| Säsong | Klubb         | Liga    | Matcher | Mål |
| ------ | ------------- | ------- | ------- | --- |
| 2008   | Columbus Crew | MLS Cup | 3       | 0   |
| Totalt | Totalt        | Totalt  | 3       | 0   |